# Єпархія Метрополь Пісідійський
Єпархія Метрополь Пісідійський (лат.: Dioecesis Metropolitana in Pisidia) - закритий престол і титульна кафедра католицької церкви.

## Історія
Мітрополія Пісідія, ідентифікована з Немріком Мезарліком у сучасній Туреччині, є стародавнім єпископським престолом римської провінції Пісідія в цивільній єпархії Азії. Вона входила до Константинопольського патріархату і була суфраганкою Антіохійської архієпархії.
Єпархія зафіксована в Notitiae Episcopatuum Константинопольського патріархату до ХІІ століття.
Ле Квін приписує цій єпархії п’ятьох єпископів. Полікарп брав участь у першому Вселенському соборі, який відбувся в Нікеї в 325 році. Євстасій брав участь у першому Константинопольському соборі 381 року. Ортіцій втрутився на Халкедонську раду в 451 році. Менофіл підписав у 458 році лист єпископів Пісидії до імператора Льва I після смерті патріарха Протерія Александрійського. У 518 р. єпископ Іоан підписав синодальний лист проти Севера Антіохійського і партії монофізитів.
З 1933 року Пісидійська митрополія входить до числа титульних єпископських престолів Католицької Церкви; титул досі не присуджували.

## Хронотаксис грецьких єпископів
- Полікарп † (згадується в 325 р.)
- Євстатій † (згадується в 381 р.)
- Ортій † (згадується в 451 р.)
- Менофіл † (згадується в 458 р.)
- Іоан † (згадується в 518 р.)

## Зовнішні посилання
- (англ.) La sede titolare nel sito di www.catholic-hierarchy.org
- (англ.) La sede titolare nel sito di www.gcatholic.org